# Года, Ходзуми
Ходзуми Года (яп. 郷田ほづみ Го:да Ходзуми, 22 августа, 1957, префектура Токио) — японский сэйю, звукорежиссёр. Работает с OGIPRO THE NEXT Co. Inc. Входит в комедийное трио Kaibutsu Lan.

## Позиции в Гран-при журнала Animage
- 1984 год — 9-е место в Гран-при журнала Animage, в номинации на лучшую мужскую роль[1];
- 1985 год — 10-е место в Гран-при журнала Animage, в номинации на лучшую мужскую роль[2];
- 1986 год — 18-е место в Гран-при журнала Animage, в номинации на лучшую мужскую роль[3]

## Роли в аниме
- 1983 год — Soukou Kihei Votoms TV (Чирико Кувиэ);
- 1985 год — Soukou Kihei Votoms Vol.I (Чирико Кувиэ);
- 1985 год — Soukou Kihei Votoms Vol.II (Чирико Кувиэ);
- 1985 год — Soukou Kihei Votoms: The Last Red Shoulder (Чирико Кувиэ);
- 1986 год — Soukou Kihei Votoms: Big Battle (Чирико Кувиэ);
- 1988 год — Soukou Kihei Votoms: Red Shoulder Document - Yabou no Roots (Чирико Кувиэ);
- 1991 год — Akai Hayate (Сатоми);
- 1994 год — Soukou Kihei Votoms: Kakuyaku taru Itan (Чирико Кувиэ);
- 1996 год — Бродяга Кэнсин (ТВ) (Лоренцо);
- 1998 год — Легенда о героях Галактики OVA-2 (Ян Вэньли);
- 1998 год — Последняя субмарина (Тэцу Хаями);
- 1999 год — Охотник х Охотник (ТВ) (Леорио);
- 2000 год — Ния под семёркой (Сюхэй Карита);
- 2001 год — Прочти или умри OVA (Джокер);
- 2001 год — Принц тенниса (ТВ) (Иноуэ);
- 2001 год — Легенда о герое Кондоре (Ярицу Сэй);
- 2002 год — Охотник х Охотник OVA-1 (Леорио);
- 2002 год — Ган Фронтир (Кодзур);
- 2002 год — В поисках Полной Луны (ТВ) (Кохэй Такасу);
- 2002 год — Bomberman Jetters (Найтори);
- 2003 год — Охотник х Охотник OVA-2 (Леорио);
- 2003 год — Изгнанник (Винсент);
- 2003 год — Прочти или умри (ТВ) (Джо (Джокер) Карпентер);
- 2004 год — Приключения Джинга OVA (Кампари);
- 2004 год — Интерлюдия (Икуо Фуюки);
- 2004 год — Время битв (Идзуми Муцу (Третья Арка));
- 2004 год — Призрачное пламя OVA (Мурасигэ Араки);
- 2004 год — Gekijouban Konjiki no Gash Bell!! 101 Banme no Mamono (Кафка Санбим);
- 2005 год — Десять храбрых воинов Санады - Фильм (Саэмон-но-сукэ Юкимура Санада);
- 2005 год — Десять храбрых воинов Санады (ТВ) (Саэмон-но-сукэ Юкимура Санада);
- 2005 год — Zettai Shounen (Дзиро Хатори);
- 2005 год — Idaten Jump (Голос за кадром);
- 2006 год — Принц тенниса OVA-1 (Иноэ);
- 2006 год — Akubi Girl (Голос за кадром);
- 2006 год — Bakegyamon (Фуэ);
- 2006 год — Чудо звездного неба (Массовка);
- 2006 год — D.Gray-man (Суман Дарк);
- 2007 год — Драгонавт: Резонанс (Кадзуга Нодзаки);
- 2007 год — Сион и король (Макото Хани);
- 2007 год — Soukou Kihei Votoms Pailsen Files (Кирико Кювье);
- 2008 год — Волчица и пряности (первый сезон) (Ханс Ремерио);
- 2008 год — Башня Друаги: Герои Урука (Мельт);
- 2008 год — Рыцарь-Вампир (первый сезон) (Директор Кайэн Кросс);
- 2009 год — Башня Друаги: Меч Урука (Мельт);
- 2009 год — Soukou Kihei Votoms: Pailsen Files - Gekijouban (Кирико Кювье);
- 2009 год — Hanasakeru Seishounen (Гарри Барнсуорт)

1. ↑  Результаты «Anime Grand Prix» (яп.). Animage (1984 год).
2. ↑  Результаты «Anime Grand Prix» (яп.). Animage (1985 год).
3. ↑  Результаты «Anime Grand Prix» (яп.). Animage (1986 год).